# Beatrice Lillie

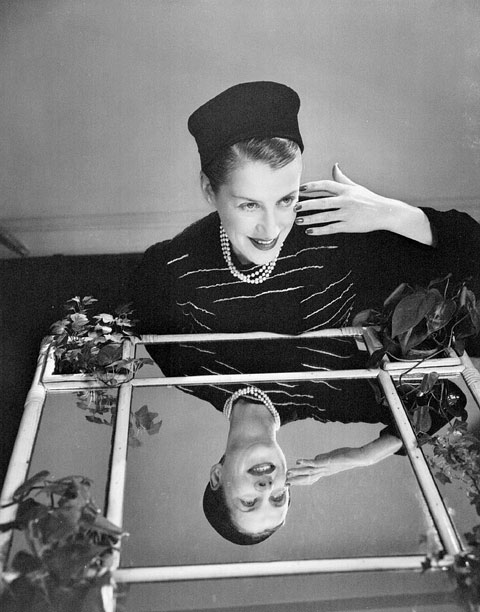
Beatrice Lillie, im März 1948

Beatrice Gladys „Bea“ Lillie, gebürtig Constance Sylvia Gladys Munston, (* 29. Mai 1894 in Toronto, Ontario; † 20. Januar 1989 in Henley-on-Thames, Oxfordshire, England) war eine kanadische Film- und Theaterschauspielerin.

## Leben

### Kindheit und Jugend
Beatrice Lillie, Tochter eines kanadischen Regierungsbeamten, wuchs in Kanada auf, und stand bereits als Kind zusammen mit ihrer Mutter Lucie Shaw Lillie und ihrer älteren Schwester Muriel auf der Theaterbühne. Auch sang sie im Kirchenchor und sollte dem Wunsch ihrer Mutter entsprechend Musicalsängerin werden. Sie schickte Beatrice darum nach Deutschland, wo sie Musikwissenschaft studieren sollte, doch der Beginn des Ersten Weltkriegs unterbrach ihr Studium. 1914 zog Lillie daraufhin nach England, wo sie erste Erfahrungen in einem Londoner Theater im West End sammelte. Da immer mehr junge Männer als Soldaten an die Front geschickt wurden, darunter auch viele Schauspieler, machte sich Lillie dies zunutze, schlüpfte in einen Anzug, legte einen falschen Schnurrbart an, und stand danach in verschiedenen Hosenrollen auf der Bühne.

### Familie
1919 lernte sie den britischen Aristokraten Sir Robert Peel, 5. Baronet (of Drayton) kennen, einen direkten Nachkommen des gleichnamigen britischen Premierministers Sir Robert Peel, 2. Baronet. Sie heirateten am 20. Januar 1920. Im selben Jahr kam ihr einziges Kind, Sir Robert Peel, 6. Baronet, zur Welt. Beim Tod ihres Schwiegervaters im Jahr 1925, als ihr Ehemann den Baronet erbte, erhielt sie als dessen Gattin den Titel Lady Peel. Allerdings nahm sie von diesem Vorrecht nie Gebrauch, wohl auch weil sich die Eheleute zusehends auseinander lebten. Allerdings ließen sich die beiden bis zu Robert Peels Tod im Jahr 1934 an Peritonitis nicht scheiden.

### Filmkarriere
Beatrice Lillie stand 1926 in der US-amerikanischen Stummfilmromanze Exit Smiling erstmals auch vor der Kamera. Allerdings war stets die Bühne ihr Zuhause, nur für insgesamt sechs weitere Filme konnte sie als Schauspielerin gewonnen werden. In 80 Tagen um die Welt, der mit fünf Oscars gekrönte Filmklassiker aus dem Jahr 1956, war ihre wohl bekannteste Produktion. Ihr letzter Film Modern Millie – Reicher Mann gesucht von 1967, wurde ebenfalls mit einem Oscar ausgezeichnet.
Lillies Debüt am Broadway in New York City erfolgte im Jahr 1924. Durch die Musikrevue Not Likely von André Charlot erhielt sie auch von Januar bis September 1924 ihr erstes längeres Engagement. In den kommenden Jahren erhielt sie zahlreiche Engagements sowohl in den USA aber auch in Europa. Kurz nach Beginn des Zweiten Weltkriegs war sie eine der ersten Künstlerinnen, die die britischen Truppen mit ihrem Gesang moralisch unterstützten. Selbst nach Afrika, in die Karibik und in den Mittleren Osten führte ihre Tour. Dabei wurde sie unter anderem mit dem britischen Africa Star und von Charles de Gaulle persönlich mit der French Liberation Medal ausgezeichnet.
Allerdings musste sie in jener Zeit neben zahlreichen persönlichen Erfolgen auch einen schweren Schicksalsschlag verkraften. Robbie Peel, ihr erst 21-jähriger Sohn, musste ebenfalls als Soldat im Krieg kämpfen, und wurde in Colombo auf Sri Lanka stationiert. Am 5. April 1942 wurde die HMS Tenedos, die sich im Hafen von Colombo aufhielt, von japanischen Bombern angegriffen und versenkt. Unter den Opfern der Tenedos befand sich auch Sir Robert Peel VI.

### Späteres Leben
1948 lernte Lillie, zu diesem Zeitpunkt bereits 54 Jahre alt, den 24-jährigen Schauspieler John Phillip Huck kennen, der zunächst ihr Manager wurde. Schon bald entwickelte sich aus einer beruflichen eine private Beziehung. Trotz des Altersunterschieds blieben sie die folgenden 40 Jahre ein Paar. Dennoch gab es immer wieder Gerüchte, die besagten, dass Lillie lesbisch sei. Man sagte ihr unter anderem Romanzen mit den Schauspielerinnen Tallulah Bankhead und Gertrude Lawrence nach.
Lillie stand noch bis Ende der 1960er Jahre auf der Bühne. Obwohl sie stets versuchte, in Fernsehauftritten auf sich aufmerksam zu machen, ebbte bald das Interesse des Publikums an der Grand Dame des Theaters ab. Nachdem sie Mitte der 1970er Jahre eine Reihe von harmlosen Schlaganfällen erlitten hatte, und auch Symptome der Alzheimer-Krankheit zeigte, zog sie sich endgültig ins Privatleben zurück.
Beatrice Lillie wurde 94 Jahre alt und starb 1989 in ihrem Haus in England an den Folgen von Alzheimer. John Phillip Huck, ihr Lebenspartner, starb nur 31 Stunden nach ihr an einem Herzinfarkt. Beide liegen in Blackburn begraben.
Ihr zu Ehren existiert ein Stern am Hollywood Walk of Fame.

## Filmografie
- 1926: Exit Smiling
- 1929: The Show of Shows
- 1930: Are You There?
- 1930: Doctor Rhythm
- 1944: Ehemann zur Ansicht (On Approval)
- 1956: In 80 Tagen um die Welt (Around the World in 80 Days)
- 1960: Toast of the Town (Fernsehserie, 1 Folge)
- 1967: Modern Millie – Reicher Mann gesucht (Thoroughly Modern Millie)
- 1967: Before the Fringe (Fernsehserie, 1 Folge)